# Luis López de la Torre Ayllón
Luis López de la Torre Ayllón y Kirsmacker (Hamburg, 29 de març de 1799 -Madrid, 12 de febrer de 1875) va ser un diplomàtic i polític espanyol.

## Biografia
De pare espanyol i mare alemanya, era diplomàtic de carrera, i va ser ministre d'Estat en el gabinet de Francisco Alejandro Lersundi y Ormaechea entre abril i juny de 1853. Posteriorment fou senador vitalici entre 1853 i 1868. En 1835 fou condecorat amb l'Orde de Carles III. En 1847 va rebre l'Orde de la Immaculada Concepció de Vila Viçosa de la reina Maria II de Portugal per haver fet de mitjancer en el conflicte de 1846-1847 com a ministre plenipotenciari espanyol a Lisboa.